# فریباماهی زردباله
فریبا ماهی زرد باله (نام علمی: Abalistes stellatus) نام یک گونه از تیره فریباماهیان است.
فریبا ماهی زرد باله یک گونه ازخانواده فریبا ماهیان است. این گونه در اقیانوس هند، دریای سرخ ،خلیج فارس و قسمت‌های وسیعی از اقیانوس آرام یافت می‌شود.

## مشخصات
فریبا ماهی زرد باله تا ۶۰ سانتی‌متر می‌تواند درازا داشته باشد. باله‌های این ماهی تا ۲۵–۲۷ سانتی‌متر و باله‌های زیرین این ماهی تا ۲۴–۲۵ سانتی‌متر رشد می‌کنند. رنگ بدن این گونه ماهی از تیره تا خاکستری گرفته تا زیتونی با خال‌های سفید می‌تواند تغییر کند.